# Berberidopsidales
Berberidopsidales é um táxon de eudicotiledóneas pertencente à categoria de ordem que em sistemas de classificação actuais como o sistema APG III e o sistema Angiosperm Phylogeny Website contêm as famílias Aextoxicaceae e Berberidopsidaceae. 
Segundo o APG IV (2016), ela faz parte do clado das Superasterídeas, juntamente com as ordens Santalales, Caryophyllales e todas as ordens do clado das Asterídeas.

## Taxonomia
Duas famílias sensu sistema APG III e sistema Angiosperm Phylogeny Website, 3 géneros, 4 espécies:
- Família Aextoxicaceae Engler & Gilg, nom. cons. 
  - Género Aextoxicon
- Família Berberidopsidaceae Takhtajan.
  - Género Berberidopsis
  - Género Streptothamnus

## Sinonímia
- Berberidopsidanae Thorne & Reveal.

## Diversidade
Família Aextoxicaceae. Com uma só espécie: Aextoxicon punctatum presente no Chile. Nesta família pertencem as árvores de folha persistente, dióicas, que podem ser reconhecidas pelas suas folhas inteiras, sem estípulas, dispostas em forma oposta, cobertas com escamas peltadas e pela sua inflorescência pêndula, racemosa. Os pecíolos são quase pulvinados na ponta, e a base e a lâmina parecem minuciosamente peltadas. Os botões das flores estão cobertos por bractéolas e quando estas se caem, as sépalas, que são como escamas, caem com elas.
Família Berberidopsidaceae. Com 2 ou 3 espécies. São plantas presentes no Chile e no Leste da Austrália. São trepadoras lenhosas que podem ser reconhecidas porque têm folhas sem estípulas, com lâminas dentadas como pequenos espinhos, com nervação palmada, as nervuras correm direito até a esses espinhos (quando estão presentes). O fruto é uma baga coroada na base do estilete persistente.